# Roberto Orellana
Roberto Orellana é um missionário chileno, conhecido principalmente pelos seus trabalhos como cantor de música evangélica. Ele foi indicado no Grammy Latino de "Melhor Álbum Cristão".

## Discografia
- 1993: Árbol sin raíces
- 1994: Vientos del Sur
- 1996: Entre mar y cordillera
- 1999: Tierra del fuego
- 2001: Fusión
- 2003: Mi nuevo amor
- 2004: Esperando en ti
- 2005: Lluvias de ayer y hoy
- 2006: Edición limitada (Hnas. Rivera, Marcos Vidal y Migdalia Rivera)
- 2007: Cantando en Navidad
- 2008: Tengo fe
- 2011: El trío (junto a René González y Marcos Vidal)
- 2012: Esperanza
- 2013: Colección de oro
- 2018: Alabanzas del ayer